# Deidad lunar

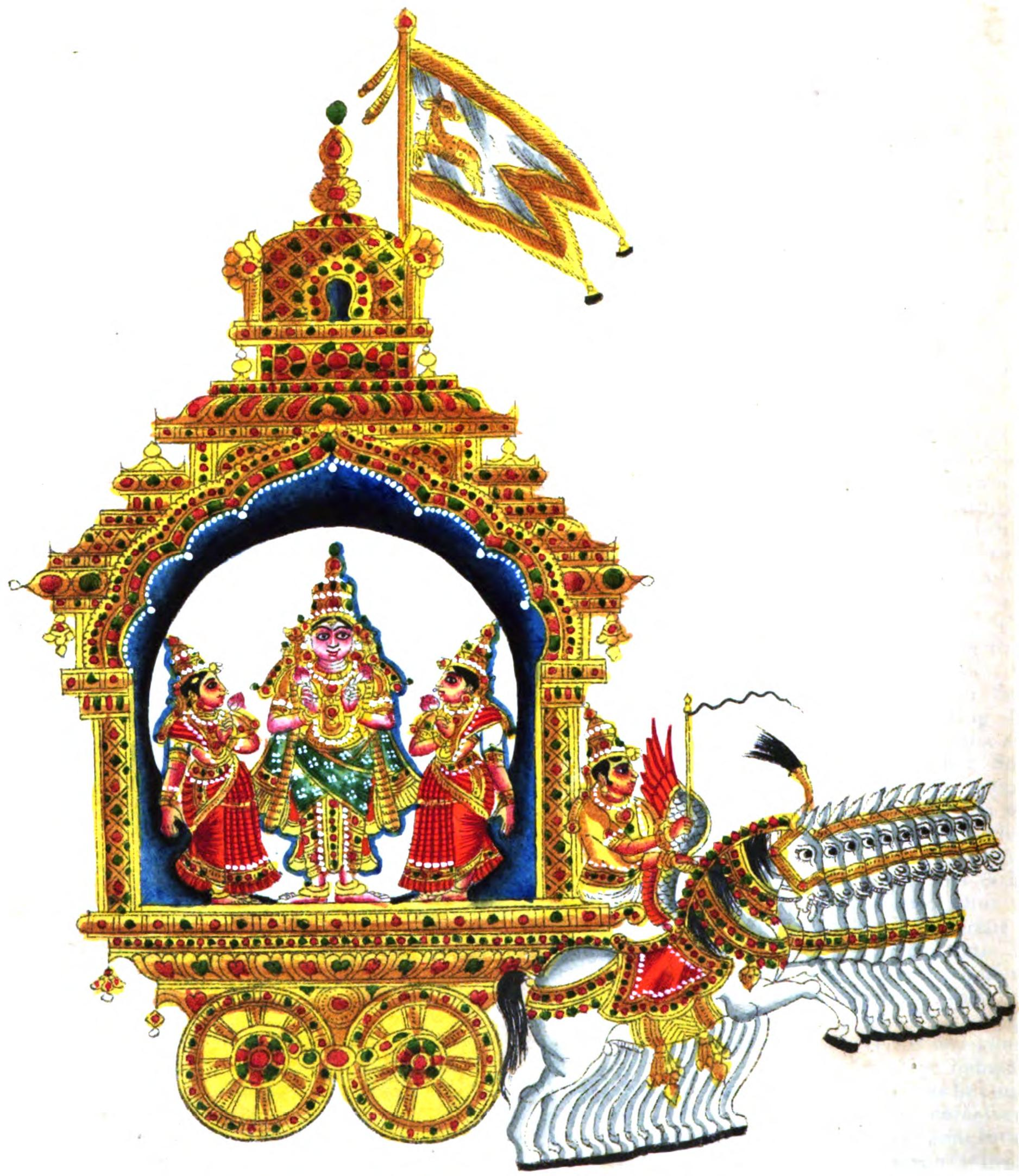
Chandra montando su carro celestial

En mitología, una deidad lunar es una deidad asociada o simbolizada con la Luna. Estas deidades pueden tener una variedad de funciones y tradiciones dependiendo de la cultura, pero a menudo se relaciona como enemigo de la deidad solar. A pesar de que pueden estar relacionados, son distintos de la deidad solar. Las deidades lunares pueden ser hombres o mujeres, pero por lo general se llevan a cabo al permanecer al sexo opuesto de la deidad solar correspondiente.

## Dioses lunares
| Nombre                                                                      | Origen                 |
| --------------------------------------------------------------------------- | ---------------------- |
| Achuguayo                                                                   | Mitología guanche      |
| Alignak                                                                     | Mitología inuit        |
| Ari                                                                         | Mitología amerindia    |
| Avatea                                                                      | Mitología polinesia    |
| Chandra                                                                     | Hinduismo              |
| Azuma (Dongjun)                                                             | Mitología china        |
| Elatha                                                                      | Mitología irlandesa    |
| Horus (en realidad del "cielo" pero se decía que contenía el Sol y la Luna) | Mitología egipcia      |
| Huallallo Carhuincho (en algunos mitos)                                     | Mitología incaica      |
| Iah                                                                         | Mitología egipcia      |
| Igaluk                                                                      | Mitología inuit        |
| Ixbaranque                                                                  | Mitología maya         |
| Jarilo                                                                      | Mitología eslava       |
| Jonsu                                                                       | Mitología egipcia      |
| Kunne Chk Kamui                                                             | Ainu                   |
| Máni                                                                        | Mitología nórdica      |
| Marama                                                                      | Mitología polinesia    |
| Meness                                                                      | Mitología lituana      |
| Napir                                                                       | Elam                   |
| Ngalindi                                                                    | Jorung                 |
| Papare                                                                      | Orokoro                |
| Ta'lab                                                                      | Mitología árabe        |
| Tarqiup Inua                                                                | Mitología inuit        |
| Tot                                                                         | Mitología egipcia      |
| Tsukuyomi                                                                   | Mitología japonesa     |
| Wadd                                                                        | Mitología árabe        |
| Yarij                                                                       | Mitología cananea      |
| Nannar                                                                      | Mitología mesopotámica |

## Diosas lunares
| Nombre                 | Origen               |
| ---------------------- | -------------------- |
| Anumati                | Hinduismo            |
| Aquelois               | Mitología griega     |
| Arianrhod              | Mitología galesa     |
| Artemisa               | Mitología griega     |
| Artume                 | Mitología etrusca    |
| Ataegina               | Lusitania            |
| Bendis                 | Tracia               |
| Chang'e/Change/Changxi | Mitología china      |
| Chía                   | Muisca               |
| Cintia                 | Mitología griega     |
| Coyolxauhqui           | Mitología azteca     |
| Dae-Soon               | Mitología coreana    |
| Delia                  | Mitología griega     |
| Dewi Sri               | Mitología indonesia  |
| Diana                  | Mitología romana     |
| Gleti                  | Dahome Kingdom       |
| Hathor                 | Mitología egipcia    |
| Hécate                 | Mitología griega     |
| Hina (Hina)            | Mitología polinesia  |
| Huitaca                | Chibcha              |
| Ilargi                 | Mitología vasca      |
| Ix Chel                | Mitología maya       |
| Jasy                   | Tupi Guarani         |
| Ka-Ata-Killa           | Mitología incaica    |
| Kuu                    | Mitología finlandesa |
| Lona                   | Mitología hawaiana   |
| Losna                  | Mitología etrusca    |
| Luna                   | Mitología romana     |
| Mahina                 | Mitología hawaiana   |
| Mama killa             | Mitología incaica    |
| Mawu                   | Dahome Kingdom       |
| Mayari                 | Mitología filipina   |
| Selene                 | Mitología griega     |
| Shi (Si o Shinam)      | Mitología moche      |
| Menily                 | Khafira              |
| Metztli                | Mitología azteca     |
| Nikkal                 | Fenicia              |
| Pah                    | Poni                 |
| Phoebe                 | Mitología griega     |
| Qian'a                 | Mitología china      |
| Killa                  | Mitología incaica    |
| Trivia                 | Mitología romana     |
| Wangshu                | Mitología china      |
| Yoolgai Asdza'a '      | Dene                 |
| Sinaí                  | Sumerios             |